# Peperomia yananoensis
Peperomia yananoensis är en pepparväxtart som beskrevs av William Trelease. Peperomia yananoensis ingår i släktet peperomior, och familjen pepparväxter. Utöver nominatformen finns också underarten P. y. caniana.